# ジョン・コナリー
ジョン・ボウデン・コナリー・ジュニア（英語: John Bowden Connally, Jr.、1917年2月27日 - 1993年6月15日）は、アメリカ合衆国の政治家。海軍長官、テキサス州知事、財務長官を歴任した。民主党と共和党の両方に所属した。

## 生涯
1917年2月27日にテキサス州フローレスヴィルに誕生した。テキサス大学を卒業して学士号を取得し、同大学ロー・スクールを卒業後、第二次世界大戦中にアメリカ海軍に勤務し、北アフリカ、太平洋戦線に従軍した。この時リンドン・ジョンソンと生涯に渡る親交を結んだ。1946年に少佐として除隊し、弁護士となった。コナリーの顧客には石油で財を為したことで有名なシド・リチャードソンがいた。
1960年民主党全国大会でジョンソンを支援したことがきっかけで、1961年にジョン・F・ケネディ大統領が海軍長官にコナリーを指名したが、就任11か月後にテキサス州知事選挙への出馬の為に辞職した。民主党から出馬して1962年11月にテキサス州知事に当選し、1963年から1969年まで在任した。1963年11月22日にはテキサス州ダラスで遊説中のケネディ大統領の自動車に同乗し、大統領が狙撃された際、同時に被弾して重傷を負った（ケネディ大統領暗殺事件）。

### 財務長官時代
1971年2月11日にニクソン大統領により財務長官に任命され、1972年まで財務長官を務めた。ヨーロッパからの議員代表団がアメリカを訪問した時に、代表団はドルとの為替相場変動について憂慮している旨の意見を投じたが、コナリーは「あなたたちは問題視しているかもしれないが、我々の通貨だ」と返答した。
また政権内部において最も発言力のあるメンバーの1人となり、インフレーション緩和と工業生産力の向上を意図した経済計画を提示した。ニクソン政権のチーフ・スポークスマンとも呼ばれ、自身で企画・立案した計画を議会に提示した。
1973年1月には長年の友人だったリンドン・ジョンソンが死去し、葬儀に参列した。その4カ月後に共和党に加入した。1973年にスピロー・アグニュー副大統領が辞職した際にはニクソンの副大統領候補の1人であった。その後1980年アメリカ合衆国大統領選挙での共和党候補指名に落選した。
1993年6月15日に肺線維症のため死去した。ニクソンはパット夫人の看病中だったがコナリーの葬儀に参列した（パット夫人は一週間後の6月22日に死去した）。コナリーは夫人と共にオースティンのテキサス州立墓地に埋葬されている。

## 人物
- コナリーは妻のネリーと共に昼メロに熱中していた。1976年1月12日の『タイム』誌の記事では、彼らが「愛の物語」を視聴中には何があっても中断しないだろうと語ったことが伝えられた。
- 現在ではコナリーを顕彰してテキサス州の道路・刑務所・高等学校などにその名が付けられている。